# Seebach (Aare)
Der Seebach ist ein rund 8 Kilometer langer rechter Zufluss der Aare in den Schweizer Kantonen Solothurn und Bern. Er entwässert ein rund 10 Quadratkilometer grosses Gebiet im Solothurner Wasseramt und im Berner Oberaargau.

## Geographie

### Verlauf
Der Seebach entspringt, als Moosbächli auf etwa 503 m ü. M. beim Cholholz direkt neben dem Waldhaus Etziken im Kanton Solothurn. Anfangs verläuft er eingedolt durch Etziken und tritt erstmals beim Bahndamm an die Oberfläche. Von hier fliesst er nach einem Bogen in östliche Richtung und passiert dabei Bolken im Norden, ehe er in die westliche Hälfte des Inkwilersees mündet. Nach dem Verlassen des Sees fliesst er vorwiegend nach Nordosten durch den Kanton Bern. Dabei passiert er Inkwil, Röthenbach, Heimenhausen sowie die Berkener Ortsteile Ober- und Unterberken. Hier mündet er auf 417 m ü. M. von rechts in die Aare.

### Einzugsgebiet
Das Einzugsgebiet des Seebachs ist 9,97 km² gross und besteht zu 24,8 % aus bestockter Fläche, zu 63,4 % aus Landwirtschaftsfläche, zu 10,4 % aus Siedlungsfläche, zu 1,0 % aus Gewässerfläche und zu 0,4 % aus unproduktiven Flächen.
Die mittlere Höhe des Einzugsgebietes beträgt 471 m ü. M., die minimale Höhe liegt bei 416 m ü. M. und die maximale Höhe bei 523 m ü. M.

### Zuflüsse
- Dägenmoosbächli (rechts), 1,3 km
- Oberwaldgraben (rechts), 2,4 km
- Stampach (Oberwaldgraben[7]) (rechts), 1,5 km

## Hydrologie
An der Mündung des Seebachs in den Rhein beträgt seine modellierte mittlere Abflussmenge (MQ) 240 l/s. Sein Abflussregimetyp ist pluvial inférieur und seine Abflussvariabilität beträgt 25.
Der modellierte monatliche mittlere Abfluss (MQ) des Seebachs in l/s